# Birdseed
Birdseed è un album di Lou Donaldson, pubblicato dalla Milestone Records nel 1992. Il disco fu registrato il 28 e 29 aprile 1992 al "Nola Studios" di New York.

## Tracce
1. Cherry – 4:33 (Don Redman, L.W. Gilbert)
2. Walkin' Again – 6:56 (Lou Donaldson)
3. Pennies from Heaven – 6:29 (Arthur Johnston, Johnny Burke)
4. Red Top – 8:12 (Gene Ammons)
5. Blue Bossa – 5:45 (Kenny Dorham)
6. Back Door Blues – 4:59 (Eddie Vinson)
7. Dorothy – 5:22 (Rudy Nichols)
8. Birdseed – 6:44 (Lou Donaldson)

## Musicisti
- Lou Donaldson  - sassofono alto
- David Braham  - organo
- Peter Bernstein  - chitarra
- Fukushi Tainaka  - batteria
- Ralph Dorsey  - conga